# Бакшеево (Усть-Ишимский район)
Бакшеево — деревня в Усть-Ишимском районе Омской области России. Входит в состав Большебичинского сельского поселения. Население 137 чел. (2010) .

## История
В соответствии с Законом Омской области от 30 июля 2004 года № 548-ОЗ «О границах и статусе муниципальных образований Омской области» деревня вошла в состав образованного Большебичинского сельского поселения. 

## География
Расположен на востоке региона, в пределах Ишимской равнины, являющейся частью Западно-Сибирской равнины, у озера Юлга Бурень и реки Енцыс.
Абсолютная высота — 50 м. над уровнем моря.

## Население
| 2010 |
| ---- |
| 137  |

Гендерный состав
По данным Всероссийской переписи населения 2010 года в гендерной структуре населения из 137 человек мужчин — 62, женщин — 75 (45,3	и 54,7  % соответственно) .
Национальный состав
Согласно результатам переписи 2002 года, в национальной структуре населения русские составляли 64 %, татары	33 % от общей численности населения в 216 чел.

## Инфраструктура
Личное подсобное хозяйство. 

## Транспорт
Просёлочные дороги. 